# Locomotiva FS 600
Le locomotive del gruppo poi FS 600 sono state delle locomotive a vapore progettate e costruite dapprima dalla Rete Adriatica che le immatricolò nel proprio gruppo 380 e, dopo la statalizzazione, dalle Ferrovie dello Stato, e destinate al traino dei treni viaggiatori su linee pianeggianti o con modeste pendenze.
Vengono considerate le prime locomotive a vapore italiane di concezione moderna.	

## Storia
Il progetto della "380" venne sviluppato dalla Rete Adriatica qualche anno prima della nazionalizzazione delle ferrovie del 1905 e fu il capostipite di una lunga serie di locomotive, costruite successivamente che ne ripresero l'impostazione tecnica generale come il gruppo 625. La macchina venne ideata coma tuttofare e segnò una svolta nella tradizione progettuale italiana in quanto fu la prima locomotiva ad adottare il cosiddetto "carrello italiano" a la doppia espansione a cilindri interni.
Vennero costruite in 248 esemplari tra il 1904 ed il 1910. A partire dal 1929 la maggior parte delle locomotive venne trasformata e assunse il nuovo numero di gruppo 625 mantenendo la propria numerazione ma con il numero 3 al posto della prima cifra. 
Dall'inizio del 1936 venne iniziata la demolizione delle locomotive 600 che erano rimaste senza la trasformazione.

## Caratteristiche
La caratteristica principale del nuovo gruppo era quella dell'introduzione del carrello italiano che Giuseppe Zara, dell'Ufficio Studi del Materiale della Rete Adriatica, aveva ideato modificando il progetto del carrello Krauss Helmholtz, e sperimentato sulle locomotive elettriche trifase E.360, in conseguenza di ciò la prima sala accoppiata aveva uno spostamento trasversale di 40 mm.
La locomotiva era a vapore saturo, a doppia espansione e con il motore monoblocco a 2 cilindri interni, con quello di sinistra funzionante ad alta pressione e quello di destra a bassa pressione. Il diametro del cilindro ad alta pressione era di 430 mm e di 610 mm quello del cilindro a bassa pressione. Le bielle motrici erano all'interno; la configurazione scelta assicurava un buon bilanciamento delle masse alternative con un minore effetto di serpeggiamento rispetto alle macchine simili ma con motore esterno. La pressione del vapore in caldaia raggiungeva i 14 bar. La distribuzione era di tipo Walschaerts con distributori a stantuffo. Le prime 50 locomotive avevano il sistema di lubrificazione Nathan, mentre le successive adottarono la più efficiente pompa di lubrificazione Friedmann. 
Le locomotive nacquero dotate di freno automatico ad aria compressa Westinghouse e presa di vapore per il riscaldamento delle vetture viaggiatori. Per le unità della prima serie, provenienti dalle reti Adriatica, il tender adottato era quello a tre assi comune alla locomotiva 290; per le locomotive successive quello unificato da 12 metri cubi comune ai gruppi 625, 730 e 740. Le locomotive del gruppo 600 avevano un rodiggio 1-3-0 e raggiungevano la velocità di 80 km/h.

## Serie speciali e modifiche
A partire dal 1929 un grosso lotto di 153 unità venne trasformato radicalmente con l'applicazione del surriscaldatore e mediante il montaggio della nuova distribuzione a valvole sistema Caprotti e divenne il sottogruppo 625.3xx che svolse servizio fino alla fine degli anni sessanta. La locomotiva sperimentale era stata la 600.168 che aveva ricevuta la caldaia a vapore surriscaldato del gruppo 625 ed era stata rinumerata 601.168.

## Provenienza e assegnazioni
- Le locomotive da 600.001 a 600.038 provenivano dalla Rete Adriatica dove costituivano il Gruppo R.A.380 ed avevano numerazione da 3813 a 3850[4].
- Le locomotive da 600.039 a 600.050 provenivano dalla stessa Società Italiana per le strade ferrate meridionali ma da altre reti dove erano numerate S.F.M 3801 - 3812[5].
- Le locomotive 600.247 e 600.248 provenivano dalla Ferrovia della Valsugana, incorporata nel 1912 nelle FS dove avevano numero 20 e 21[6].

Depositi Locomotive di assegnazione:
- Arona,
- Cagliari,
- Catania,
- Foligno,
- Paola,
- Salerno,
- Sassari,
- Siena,
- Treviso,
- Venezia

600.148 > 625.308
| Matricole   | Anni di costruzione | Costruttori                     | Note               |
| ----------- | ------------------- | ------------------------------- | ------------------ |
| 600.001-008 | 1904                | Ansaldo, Sampierdarena          | ex RA 3813-3820    |
| 600.009-028 | 1905                | Ansaldo, Sampierdarena          |                    |
| 600.029-038 | 1905                | Costruzioni Meccaniche, Saronno |                    |
| 600.039-048 | 1904                | Costruzioni Meccaniche, Saronno | ex SFM 3801-3810   |
| 600.049-050 | 1904                | Ansaldo, Sampierdarena          | ex SFM 3811-3812   |
| 600.051-063 | 1906                | Costruzioni Meccaniche, Saronno |                    |
| 600.064-076 | 1907                | Costruzioni Meccaniche, Saronno |                    |
| 600.077-090 | 1907                | Ansaldo, Sampierdarena          |                    |
| 600.091-096 | 1908                | Ansaldo, Sampierdarena          |                    |
| 600.097-105 | 1906                | Fabbr. Loc. Stato Ungherese     |                    |
| 600.106-114 | 1906                | Schwartzkopff, Berlino          |                    |
| 600.115-122 | 1906                | Sigl, Wiener Neustadt           |                    |
| 600.123-126 | 1907                | Sigl, Wiener Neustadt           |                    |
| 600.127-134 | 1906                | Hartmann, Chemnitz              |                    |
| 600.135-138 | 1907                | Hartmann, Chemnitz              |                    |
| 600.139-147 | 1906                | Soc. Alsaziana, Grafenstaden    |                    |
| 600.148-153 | 1906                | Maschinenfabrik, Essligen       |                    |
| 600.154-156 | 1907                | Maschinenfabrik, Essligen       |                    |
| 600.157-168 | 1907                | Sigl, Wiener Neustadt           |                    |
| 600.169-180 | 1907                | Costruzioni Meccaniche, Saronno |                    |
| 600.181-183 | 1906                | Schwartzkopff, Berlino          |                    |
| 600.184     | 1907                | Schwartzkopff, Berlino          |                    |
| 600.185-187 | 1906                | Schwartzkopff, Berlino          |                    |
| 600.188-200 | 1907                | Schwartzkopff, Berlino          |                    |
| 600.201-234 | 1906                | Henschel, Cassel                |                    |
| 600.235-246 | 1906                | Sigl, Wiener Neustadt           |                    |
| 600.247-248 | 1906                | Henschel, Cassel                | ex SIFV (SV) 21-22 |

### Fonti a stampa
- Locomotive gruppo 380 R.A., in L'ingegneria ferroviaria, 1 (1º semestre), 1904.
- Ferrovie dello Stato. Direzione generale. Servizio Trazione, Album dei tipi delle locomotive ed automotrici, Firenze, Ferrovie dello Stato, 1915,  Vol. I, tavv. 96, 97, 98, 99, 100. Rist. anast.: Colleferro, Editrice di storia dei trasporti, 1979; Ponte San Nicolò, Duegi, 2005.
- Pietro Accomazzi, Nozioni elementari della locomotiva delle strade ferrte, Torino-Genova, Lattes, 1923.
- Ministero delle Comunicazioni. Ferrovie dello Stato. Scuole Aiuto macchinisti, Nozioni di cultura professionale, vol. 2, parte 1, La locomotiva a vapore, Firenze, Soc. an. stab. tipografico già G. Civelli, 1940.
- Corbellini, Guido, Il cinquantenario delle Ferrovie dello Stato, in 1905-1955. Il Cinquantenario delle Ferrovie dello Stato, in Ingegneria Ferroviaria, vol. 9, n. 5-6, 1961,  pp. 333-528. Ristampe in volume: Roma, Collegio Ingegneri Ferroviari Italiani, 1955; Roma, Collegio Ingegneri Ferroviari Italiani-Ponte San Nicolò, Duegi, 2005, ISBN 88-900979-0-6
- Manlio Diegoli, La trazione a vapore, in Ingegneria Ferroviaria, vol. 16, n. 7-8, 1961,  pp. 671-680.
- FS, 1971
- FS, 1971

### Storiografia e complementi
- Gianni Robert, Le ferrovie nel Mondo, Milano, Vallardi, 1964, ISBN non esistente.
- Giuseppe Vicuna, Organizzazione e tecnica ferroviaria, Roma, Collegio Ingegneri Ferroviari Italiani, 1968, ISBN non esistente.
- Alcide Damen, Valerio Naglieri, Plinio Pirani, Treni di tutto il mondo. Italia. Locomotive a vapore, Parma, Ermanno Albertelli, 1971, ISBN non esistente.
- Italo Briano, Storia delle ferrovie in Italia, Le vicende, Milano, Cavallotti, 1977,  p., ISBN non esistente.
- Italo Briano, Storia delle ferrovie in Italia, La tecnica 1, Milano, Cavallotti, 1977,  p., ISBN non esistente.
- Nico Molino, Stefano Garzaro, FS Italia. Locomotive Gr. 623 Gr. 625, Torino, Elledi, 1983, ISBN 88-7649-009-4.
- (EN) Peter Michael Kalla-Bishop, Italian State Railways steam locomotives, Abingdom, R. Tourret, 1986,  pp., ISBN 0-905878-03-5.
- Giovanni Cornolò, I progetti della Rete Adriatica prima dell'unificazione, in Mondo Ferroviario, anno VIII, n. 76, pp. 6-11.
- Angelo Nascimbene, Gianfranco Berto, Depositi Locomotive. Dal grande vapore all'Alta Velocità, in Tutto treno tema, n. 11, 1997,  pp. pp., ISSN 1124-4232.
- Giovanni Cornolò, Locomotive a vapore FS, 2ª ed., Parma, Ermanno Albertelli, 1998,  pp., ISBN 88-85909-91-4.
- Luigi Voltan, Federico Rigobello, Angelo Nascimbene, Walter Bonmartini, Marco Bruzzo, Il fascino del macchinista, in Tutto treno tema, n. 19, 2004,  pp. pp., ISSN 1124-4232.
- Angelo Nascimbene, Aldo Riccardi, 1905-2005. Cento anni di locomotive a vapore delle Ferrovie dello Stato, in Tutto treno tema, n. 20, 2005,  pp. pp., ISSN 1124-4232.
- Augusto Carpignano, La locomotiva a vapore. Viaggio tra tecnica e condotta di un mezzo di ieri, Savigliano, L'Artistica, 2008,  pp., ISBN 978-88-7320-191-5.
- Gianfranco Ferro, Locomotive FS Gruppo 625 Walschearts, in Tutto treno, vol. 22, n. 231, 2009,  pp. 26-34 e tavole.
- Gianfranco Ferro, Locomotive FS Gruppo 625 Caprotti, in Tutto treno, vol. 22, n. 235, 2009,  pp. 28-34 e tavole.
- Gianfranco Ferro, Locomotive FS Gruppo 623, in Tutto treno, vol. 23, n. 239, 2010,  pp. 26-34 e tavole.